# Atzingo
El Pueblo de Atzingo es una de las 11 Juntas Auxiliares que pertenecen al municipio de Zacatlán, del estado mexicano de Puebla; ubicándose al noroeste de la cabecera del mismo; tiene como principal vía de acceso la carretera Interserrana (circuito Sierra Norte), la cual parte de la Ciudad de Zacatlán, recorriendo cerca de 4 km localizándose el poblado a mano izquierda.

## Toponimia
Atzingo es un vocablo de origen náhuatl que se compone de las palabras atl: agua; tsin: partícula que denota diminutivo, o bien, denota reverencia; y co: en, por tanto significa “En el Agüita”, o también, "En el agua venerable". En la cosmología náhuatl, hace alusión al manantial que emana en el centro del pueblo, famoso la pureza y transparencia de su agua.

## Historia
En el año 1015, la tribu chichimeca, dirigida por Xólotl, conquistó el territorio de Atenamitic - Zacatlán, siendo heredado en el año 1115 por sus nietos, Toxtequihuatzin, y Atenamitic por intervención de su padre. Atenamitic heredó Atecatzin y Toxtequihuatzin heredó Zacatlán. Durante el auge de la cultura Tolteca la región fue parte del señorío de Tulancingo, y tras su caída Zacatlán se convirtió en una provincia independiente.
Entre los años 1116 y 1121 un grupo de chichimecas se asentaron en el poblado de Cuauchinanco, cuando Xolotl ordena a su hijo Nopaltzin buscar un lugar para establecer su propio imperio asentándose al margen del río Texcapa, el cual circunda a la población de Huauchinango.
Entre estos hechos, ambos territorios formaban parte de una de las rutas comerciales de las culturas totonaca y nahuatl, pues conectaba al altiplano central con el golfo de México. El manantial de Atzingo, formaba parte de la ruta de comunicación entre Zacatlán y Huauchinango, además de considerarse como un centro ceremonial, ya que se han encontrado diferentes figuras prehispánicas alrededor el mismo, y esta ruta perduró por muchos años para arrieros.
No hay fecha exacta, desde cuando el territorio de Atzingo era considerado como barrio que formaba parte de la Ciudad de Zacatlán, pero se considera que desde el 11 de diciembre de 1847, cuando la cabecera del municipio de Zacatlán, recibe el título de Ciudad siendo gobernador del estado de Puebla Don Juan José Otero, conformándose por 11 barrios: Atzingo, Ayehualulco, Cuautilulco, Eloxochitlán, Jicolapa, Maquixtla, Poxcuatzingo, San Bartolo, San Pedro Atmatla, Tepoxcuautla y Tlatempa.
Por decreto de juicio agrario de fecha 24 de diciembre de 1947, se crea el Ejido de Atzingo, donde se le dota de 269 hectáreas de superficie, siendo ejecutada hasta el 13 de noviembre de 1953, abarcando la parte norte del barrio.
El 30 de octubre de 2001, por decreto del Honorable Congreso del Estado de Puebla, se le concede el título de Pueblo, y se crea la Junta Auxiliar, y se publica en el periódico oficial del Estado el 23 de noviembre de 2001.

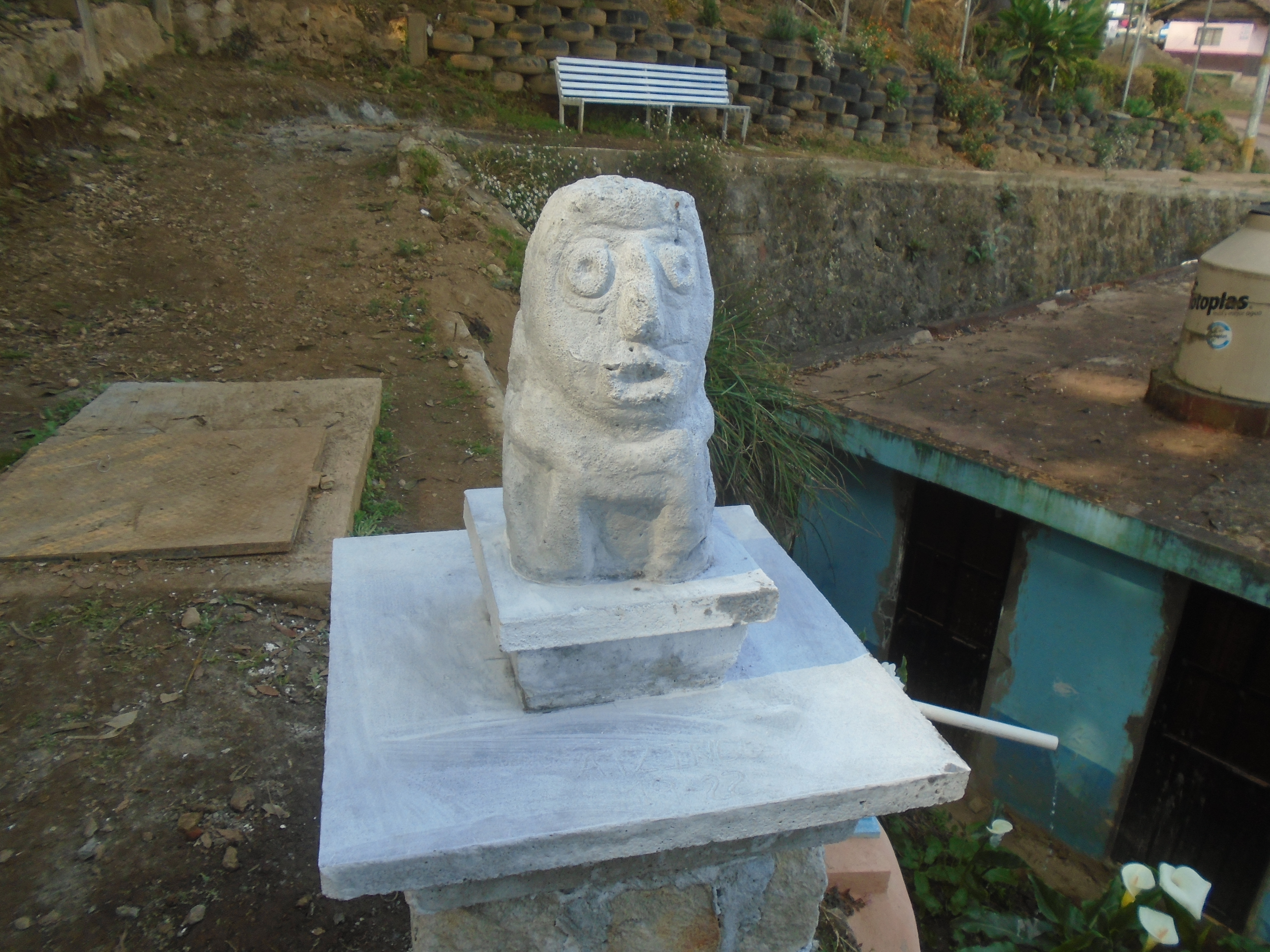
Réplica de uno de los tlaloques encontrados en el Predio "El Manantial" en mayo de 2021.

## Geografía

### Localización
El pueblo de Atzingo se ubica entre los kilómetros 4 y 9 de la Carretera Interserrana, entre los paralelos 19°58′47″ de latitud norte y 97°58′7″ de longitud oeste, a una altitud promedio sobre el nivel del mar de 2140 metros, situado al norte de la ciudad de Zacatlán, en la Sierra Norte de Puebla.
Cuenta con una superficie de 8.4 kilómetros cuadrados, lo que representa el 1.63 % del territorio municipal.
Sus límites y colindancias son al norte, con el Pueblo de Santiago Tlalixtlipa y la Ranchería de Xoxonacatla, al sur con el Pueblo de Jicolapa y el Barrio de Ayehualulco, al este con el Barrio de Ayehualulco y Ejido de Ayehualulco, y al oeste con la Junta Auxiliar de Jicolapa y la Sección de Hueyapan.

### Hidrografía
El pueblo está en medio de las pequeñas cuencas de los ríos Zecepaco (al sur) y Hueyapan (al norte), ambos afluentes del río Laxaxalpan. Hasta la década de los años 70, cruzaban el territorio varios arroyos que nacían en el Cerro del Tezontle en Jicolapa: 7 Respiros, Zaguaya y El Caño, mismos servían de agua rodada para consumo humano y riego, y que hoy en día, forman parte de los diferentes sistemas de agua potable de las comunidades aledañas.
Destacan dentro del territorio, el nacimiento de 2 manantiales muy importantes para la población: Atzingo ubicado en el centro de la población, y Ameyalco al poniente y en la colonia del mismo nombre, ambos para el abastecimiento de la propia población.

## Demografía
Desde 1921 se ha llevado el censo de población de la comunidad, Atzingo ha recibido la categoría política de Barrio. Entre 1990 y 2000 la localidad recibe un estatus de Indefinido debido a la constante fluctuación de población, y cambia su nombre a Atzingo (La Cumbre), a fin de contabilizar sus dos centros de población con mayor concentración de habitantes. A partir del censo del año 2000 por decreto del Congreso del Estado le da la categoría política de Pueblo. A la fecha, es la tercera localidad mayor población del municipio, desde luego, después de la cabecera municipal y Jicolapa.
| Gráfica de evolución demográfica de Atzingo entre 1921 y 2010 |
|                                                               |
| Instituto Nacional de Estadística y Geografía (INEGI)         |

## Autoridades
En octubre de 2001, el Honorable congreso del Estado de Puebla mediante decreto recategorizó de Barrio a Pueblo, y con ello sus autoridades. A partir de 2002, se instaura la Junta Auxiliar Municipal integrada por el Presidente Auxiliar y 4 Miembros propietarios, con sus respectivos suplentes. Su función primordial es auxiliar al Ayuntamiento de Zacatlán en el desempeño de sus funciones. A este fin ejercerán, dentro de los límites de su circunscripción (Artículo 230 de la Ley Orgánica Municipal para el Estado Libre y Soberano de Puebla).
El Cabildo de la Junta Auxiliar Municipal sesiona cada mes, donde toman acuerdos sobre el destino del pueblo, así como el trabajo colegiado de los distintos proyectos para la comunidad, los cuales son informados mediante copia del acta de sesión al Ayuntamiento. Sus funciones actúan como el poder legislativo, en vez de hacer uso de Asambleas de vecinos para la toma de decisiones.
Los comités comunitarios son un gran apoyo a las autoridades, formados para organizar el trabajo de una actividad específica, por ejemplo, la Participación social de alguna obra, de Salud, de Pro-construcción, Ejidal, etcétera.

### Presidentes Auxiliares
La Presidencia Auxiliar Municipal es la instancia administrativa del Pueblo (como el poder ejecutivo), la cual se integra del Presidente Auxiliar, el Secretario General, el Tesorero y demás unidades administrativas. Su función principal, es hacer valer los acuerdos de cabildo, coordinar las actividades sociales y comunitarias del pueblo.

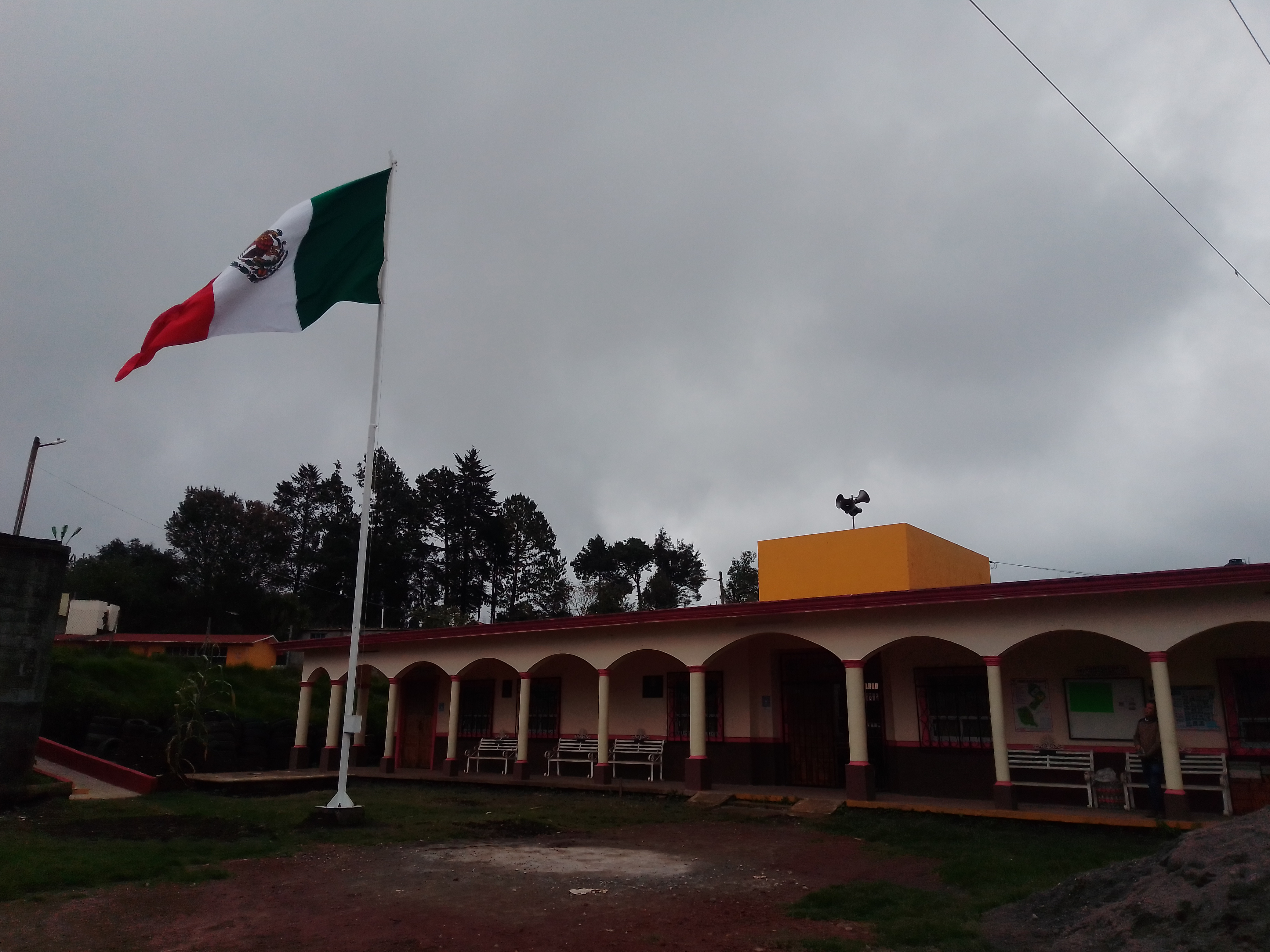
Edificio construido en 2005 durante la Gestión del C. José Daniel Moreno Oropeza, el cual a la fecha, alberga los tres poderes de la Junta Auxiliar de Atzingo.

| Periodo   | Presidente Auxiliar                       | Vecindad    |
| --------- | ----------------------------------------- | ----------- |
| 2022      | C. Jorge Ortega Ortega.                   | La Cumbre   |
| 2019-2022 | L.I. Miguel Ángel Reyes Garrido.          | La Cumbre   |
| 2014-2019 | C. Raúl Alejandro Moreno Pérez.           | Centro      |
| 2011-2014 | C. Jaime Martínez Ordóñez.†               | Linda Vista |
| 2010-2011 | Profr. José Artemio Dolores Millán Reyes. | La Cumbre   |
| 2008-2010 | Profr. Juan Carlos González León.         | Centro      |
| 2005-2008 | C. José Daniel Moreno Oropeza.            | Linda Vista |
| 2002-2005 | Profr. Ramiro Millán Aldana.              | Linda Vista |

### Jueces de Paz
El Juzgado de paz, es la autoridad judicial en primera instancia para mantener el orden público y la convivencia de los pobladores. Atiende, califica y sanciona actos de desorden.
| Periodo   | Juez de Paz                       | Vecindad    |
| --------- | --------------------------------- | ----------- |
| 2022      | C. José Rosendo Ortega Luna       | Centro      |
| 2019-2022 | C. Jorge Ortega Ortega            | La Cumbre   |
| 2014-2019 | C. Delfino Aldana Sánchez.        | La Cumbre   |
| 2011-2014 | Profr. Adolfo Luna Arias.         | Centro      |
| 2008-2011 | C. José Lázaro Moreno Luna.†      | Centro      |
| 2005-2008 | C. Carlos López Nava.             | Ameyalco    |
| 2002-2005 | C. José Daniel Moreno Oropeza.    | Linda Vista |
| 1999-2002 | Profr. Juan Carlos González León. | Centro      |
| 1996-1999 | C. Silvestre Reyes Luna.†         | Centro      |
| 1993-1996 | Profr. Fermín Millán Reyes.       | Atzingo     |
| 1990-1993 | C. José Antonio Sosa Martínez.    | Atzingo     |
| 1987-1990 | C. José Cruz Miguel Millán León.  | Atzingo     |
| 1984-1987 | C. Lino Álvarez Sánchez.          | Atzingo     |
| 1981-1984 | C. Federico Reyes.†               | Atzingo     |
| 1978-1981 | C. Valerio Charolet Castro.†      | Atzingo     |
| 1975-1978 | C. Braulio Reyes Garrido.†        | Atzingo     |
| 1972-1975 | C. Valerio Charolet Castro.†      | Atzingo     |
| 1969-1972 | C. Guadalupe Pérez González.†     | Atzingo     |
| 1966-1969 | C. Eduardo González Moreno.†      | Atzingo     |
| 1963-1966 | C. Alfonso Luna Castillo.†        | Atzingo     |
| 1960-1963 | C. Feliciano Moreno.†             | Atzingo     |

### Comisariados Ejidales
| Periodo   | Presidente del Comisariado Ejidal     | Vecindad    |
| --------- | ------------------------------------- | ----------- |
| 2020-2022 | C. Pedro Ortega Ortega                | La Cumbre   |
| 2017-2019 | C. Marcos Luna Barrera                | Centro      |
| 2013-2017 | C. José María Ortega Cerón.           | La Cumbre   |
| 2010-2013 | C. José Cruz Miguel Millán León.      | Linda Vista |
| 2007-2010 | C. Julio Ordóñez Limón.†              | Centro      |
| 2004-2007 | C. José Gilberto Ortega Cerón.†       | La Cumbre   |
| 2003-2004 | C. José Cruz Miguel Millán León.      | Linda Vista |
| 2001-2003 | C. José Artemio Reynaldo Reyes Luna.† | Centro      |
| 1998-2001 | C. Fernando Sánchez Garrido.          | Centro      |
| 1995-1998 | Profr. Fermín Millán Reyes.           | La Cumbre   |
| 1992-1995 | C. Manuel Aldana Ramírez.†            | Atzingo     |
| 1989-1992 | C. Ascención García Luna.             | Atzingo     |
| 1986-1989 | C. Constantino Luna Reyes.†           | Atzingo     |
| 1983-1986 | C. José Baldomero Moreno Luna.†       | Atzingo     |

### Agente Subalterno del Ministerio Público
La Agencia Subalterna del Ministerio Público, es la autoridad judicial de segunda instancia, para atender los casos ministeriales y que requieren de investigación por daños a particulares, los cuales violan las garantías individuales de los pobladores.
| Periodo   | Agente Subalterno           | Vecindad |
| --------- | --------------------------- | -------- |
| 2011-2014 | C. Abundio Sánchez Aldana.  | Centro   |
| 2008-2011 | C. Lucas Ordónez Cruz.      | Centro   |
| 2006-2008 | C. Humberto Ordóñez Cuevas. | Centro   |
| 1990-2006 | C. Julio Ordóñez Limón.†    | Centro   |
| 1980-1990 | C. Rogelio Cruz.†           | Atzingo  |

## Organización Territorial
Los Límites del Pueblo de Atzingo son: al norte con el Pueblo de Tlalixtlipa y el Barrio de Xoxonacatla; al sur con el Pueblo de Jicolapa y el Barrio de Ayehualulco Primera Sección; al este nuevamente con Ayehualulco Primera Sección y además con el Barrio de Ayehualulco Segunda Sección; al oeste con el Barrio de Hueyapan y el Pueblo de Jicolapa. Estas localidades se localizan en la Sierra Norte de Puebla, perteneciente a la Sierra Madre Oriental, cuya característica es lo escabroso de su topografía. La traza urbana del pueblo es irregular debido principalmente al tipo de topografía y al tipo de uso del suelo que por lo general es de cultivo.
El territorio del Pueblo de Atzingo, tiene una extensión aproximada de 960 hectáreas, de las cuales 450 conforman el Ejido y el resto la zona conurbada, la cual se divide en 7 colonias.

### Colonias
Cada colonia está demarcada por calles. La autoridad administrativa de cada una, es un inspector seccional nombrado por vecinos de cada colonia:
- Colonia Centro: En 1998 se delimitó lo que conforma actualmente la Colonia Centro, la cual es la sede oficial de la Junta Auxiliar asentada en el 2001. Se determinó el nombre de “Colonia Centro”, porque aquí se ubican la mayor parte de los servicios de toda la comunidad: El palacio de Gobierno, la Casa del Campesino, el Juzgado del Registro Civil, el Centro de Salud, la Biblioteca pública, el manantial de agua, las escuelas, los tanques de almacenamiento de agua potable, entre otros.

- Colonia Ameyalco: En la cosmología náhuatl significa “En el manantial”. Hace referencia al manantial del mismo nombre, el cual por tradición ha surtido agua potable a los vecinos del lugar. Se convierte en colonia en 1998, bajo el censo y nomenclatura de calles de la comunidad.

- Colonia La Cumbre: (Tlatozac, tlalli-tzontl-co: toponimia náhuatl que significa “En la Cumbre”), Por costumbre popular, los viajeros de la sierra hacen paradero en este lugar para descansar. Es la segunda colonia más importante dentro de Atzingo, tanto económica como socialmente; además de ser el centro religioso católico más importante del Pueblo y el quinto en el municipio.

- Colonia La Oriental: esta zona se asienta en el cerro Acecehuilco que hasta el 2008, estaba dividido entre las colonias La Cumbre y Tres en Uno, pero debido a su buena organización, se logró delimitar entre calles que en su momento no existían, para conformar su territorio. El nombre lo tomó, de un comentario que alguna vez hizo el Lic. Lorenzo Rivera, en su momento Diputado suplente, que al visitar a unos vecinos de ese rumbo, en broma sugirió que eran de la Oriental, debido a la ubicación del rumbo. En esta colonia se encuentra el Panteón municipal, de hecho el segundo más grande del municipio (después del de Cuautilulco), con 2.5 hectáreas (terreno que era parte de la parcela escolar de la Escuela “Josefa Ortiz de Domínguez”).

- Colonia Linda Vista: (Tlatelolpan, tlalli-tentli-olli-pan: “En la orilla del camino de tierra”), Esta colonia se ubica en el cerro y cañada del mismo nombre. Esta colonia, tomó presencia en Atzingo a partir de 1990, cuando se construyó la Iglesia en honor a San Isidro Labrador. Tomó el nombre de Linda Vista, por el dicho del pionero Don Dolores Luna, fundador de la Iglesia y por el atractivo visual que tiene el rumbo sobre el cerro Tlatelolpan.

- Colonia Monte Alto (Xalpancingo) : (Cuautzontla (kwatl-son-tla: de la lengua náhuatl significa “Junto a los montes altos”), Lugar ubicado al norte de Atzingo, aproximadamente a 5 km y es una de las colonias más despobladas del Pueblo, pero donde se concentra la mayor cantidad de bosques de la comunidad.

- Colonia Tres en Uno: (Yeitece, yei-itech-ce: de la cultura popular, se tradujo el nombre al náhuatl “Tres en uno”), Esta colonia tomó el nombre del famoso Rancho “Tres en Uno”, el cual tenía tres dueños. Esta propiedad durante su apogeo, dio trabajo a muchos vecinos, pero con el tiempo, se fue fraccionando el rancho en pequeños lotes, y acabando el monte existente, hasta quedar en una pequeña propiedad.

Asimismo, la conformación del terreno, la traza urbana, los materiales de la región utilizados, hace que el pueblo presente una fisonomía arquitectónica, características del norte del Estado, siendo la teja, adobe, piedra y madera los materiales más empleados en las construcciones.

## Economía
- Ganadería: El ganado bovino y el lanar son los más importantes; se encuentran otros como asnal, mular y aves de postura y gallos de pelea.

- Industria: Se fabrican vinos caseros típicos de frutas; cuenta con talleres artesanales de carpintería y textiles (maquiladora de ropa); se elaboran juegos pirotécnicos, se producen herramientas de hierro forjado, se elabora pan típico (rellenos de queso) en hornos familiares; cuenta con herrerías, sastrerías y es de importancia la industria forestal.

- Explotación forestal: Cuenta con bosques en donde existen maderas finas como, cedro, ocote y encino utilizados para la fabricación de muebles, en su mayoría existen pinos de diferentes especies utilizados para la construcción, artefactos de madera y muebles rústicos.

- Comercio: El pueblo cuenta con una variedad de establecimientos comerciales en donde se puede encontrar artículos de consumo básico y de segunda necesidad, tales como: alimentos, ropa, también cuenta con materiales de papelería, farmacia, ferretería, materiales para la construcción y venta de granos y semillas.

- Servicios: Cuenta con establecimientos de preparación de alimentos, como talleres de reparación automotriz, de aparatos eléctricos y de uso doméstico, salones de estética; pero en sí, la mayoría de los servicios se concentran en la cabecera municipal, disponiendo de hospedaje, transporte colectivo local y foráneo, servicio de asistencia profesional y de instituciones financieras.

### Agricultura
La comunidad se dedica a la agricultura principalmente:
Granos:
- maíz
- fríjol
- haba
- avena

Fruta:
- manzana
- pera
- ciruela
- durazno
- aguacate
- capulín
- blue berry
- zarzamora
- nogal

Hortalizas:
- ajo
- cebada
- jitomate (En invernadero)
- cilantro (En invernadero)
- acelgas
- papas
- rábanos
- lechuga
- chiles

## Festividades
Parte del patrimonio cultural con que cuenta nuestra comunidad, está en sus festividades, la mayoría de origen religioso, en las cuales hay diversas actividades culturales, religiosas, sociales, deportivas, artísticas, incluso de competencias.
Nuestras fiestas patronales son de origen religioso principalmente católico, las cuales han nacido a partir de la construcción de los templos de culto en los diversos puntos de la comunidad, hoy erigidos colonias.

### Feria Regional de la Santa Cruz
Cuentan los vecinos que desde que tienen memoria, al igual que sus antepasados, siempre se han oído historias de apariciones fantasmales en el manantial Atzingo, y que al construirse los lavaderos, también hubo una visita misionera, se promovió la construcción de tres cruces para disminuir las creencias de apariciones, pero con esto, se inició un culto a la Santa Cruz, puesto que también es costumbre colocar cruces en los manantiales por nuestros antepasados como símbolo de orientación, pero los evangelizadores lo utilizaron como un símbolo religioso. Se ha tomado de referencia el año de la conclusión de la construcción los lavaderos en 1914, como el inicio de los festejos de la Santa Cruz, que cada año ha congregado a los vecinos a la verbena organizada por las autoridades, claro, después de la celebración de la Santa Misa. En 2014, se realizó un festejo especial por el Centenario de la construcción de lo Lavaderos, lo que incluyó también el festejo a la Santa Cruz, donde el Comité Organizador le dio un enfoque cultural y en miras de convertirla en una feria.
Por acuerdo de cabildo de fecha 28 de marzo de 2019, se crea la Primera Feria Regional de la Santa Cruz en la Colonia Centro del Pueblo de Atzingo, con el cual, se le da el valor social, cultural, religioso y económico que por más de cien años se han trabajado arduamente, pero que no se le había dado la importancia por las autoridades, y que nuestra población ya se merecía una feria de tal envergadura.

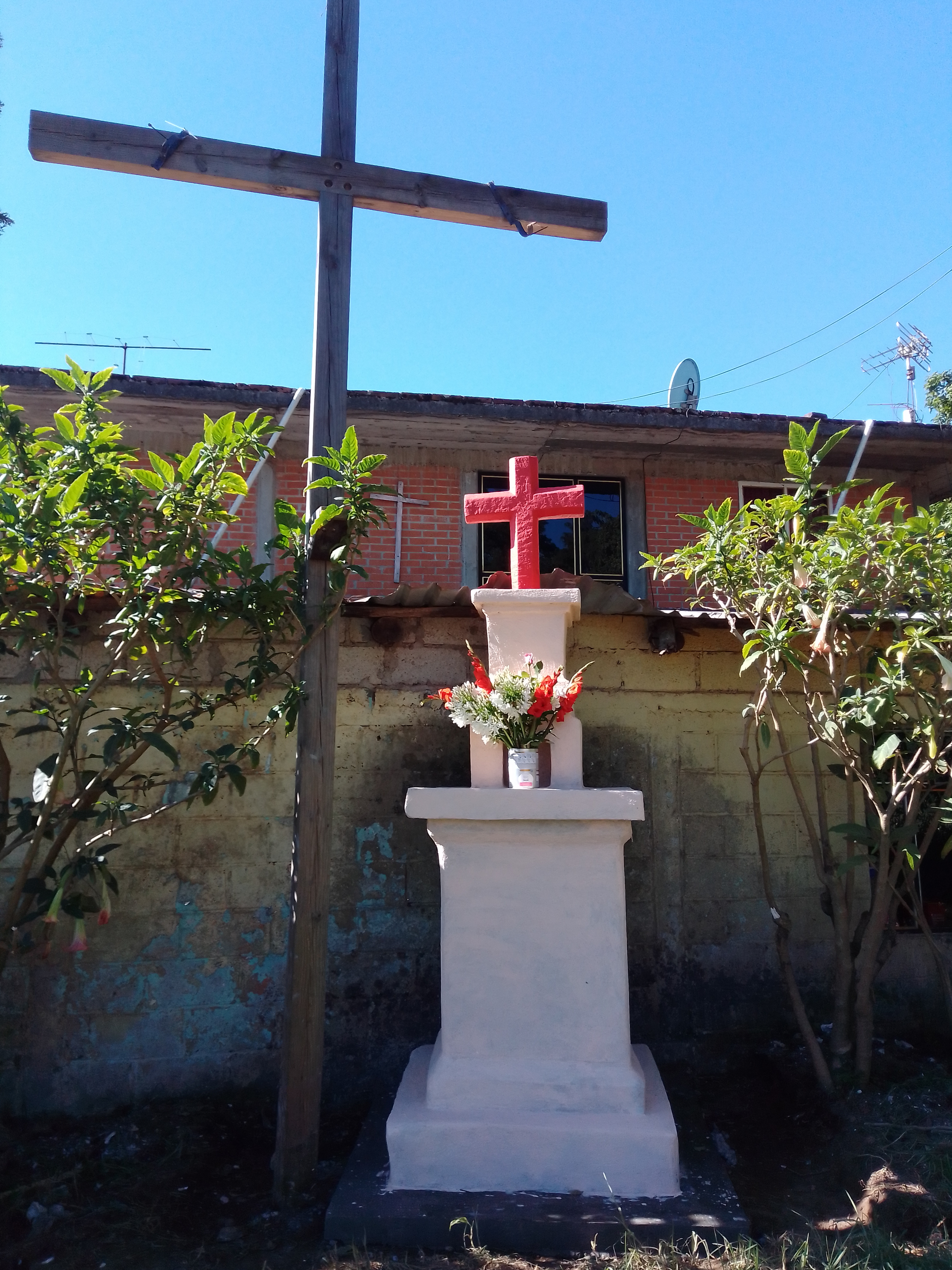
Cruz monumental, ubicada al sur del manantial de Atzingo, construida con piedra de cantera blanca, arcilla y cal; monumento que se conserva original de las tres que existían, las demás, han sido remodeladas.

Esta feria se considera como el evento más importante de la Junta Auxiliar, porque en ella se conjuntaron diversos eventos creados por la costumbre y tradición:
1. La feria inicia con la coronación de la Reina de la Feria, con la presencia de reinas invitadas de otras comunidades e instituciones.
2. La presentación artística en el teatro del pueblo de talentos locales, principalmente de canto, música, baile y danza.
3. Competencias culturales, rescatando los juegos tradicionales: rayuela, papalotes, torneo de cintas en bicicleta, palo encebado.
4. Coronación de Miss Gotita, la reina infantil de entre 4 y 10 años de edad, el día principal de la Santa Cruz.
5. La competencia "Tortillera que mas aplauda", donde mujeres de la comunidad realizan tortillas a mano, de forma tradicional.
6. La competencia "Guerra de salsas", donde varones de la comunidad preparan salsa en molcajete, con variedades de ingredientes.
7. Tradicionales Mañanitas a la Santa Cruz, y al finalizar, un desayuno.
8. Pintura de los lavaderos públicos, así como de las tres cruces.
9. Celebración eucarística en honor a la Santa Cruz, y al finalizar, bendición de las cruces y del agua del manantial.
10. Danzas autóctonas, de comunidades vecinas.
11. Eventos deportivos, principalmente de basquetbol y futbol, de las ramas varonil y femenil.
12. Desfile de carretones adornados, un vehículo que por años ha sido tradición de la vida campirana.
13. Fuegos pirotécnicos, en la inauguración, día principal y clausura.
14. Juegos mecánicos y desarrollo económico.
15. Celebración de Ritual de agradecimiento del agua, costumbre que realizaban las Señoras Casimira Luna y Facunda Moreno, y que dejó de realizarse, pero que nuevamente se retomó como parte del patrimonio cultural de la comunidad.

### Fiesta a San Isidro Labrador

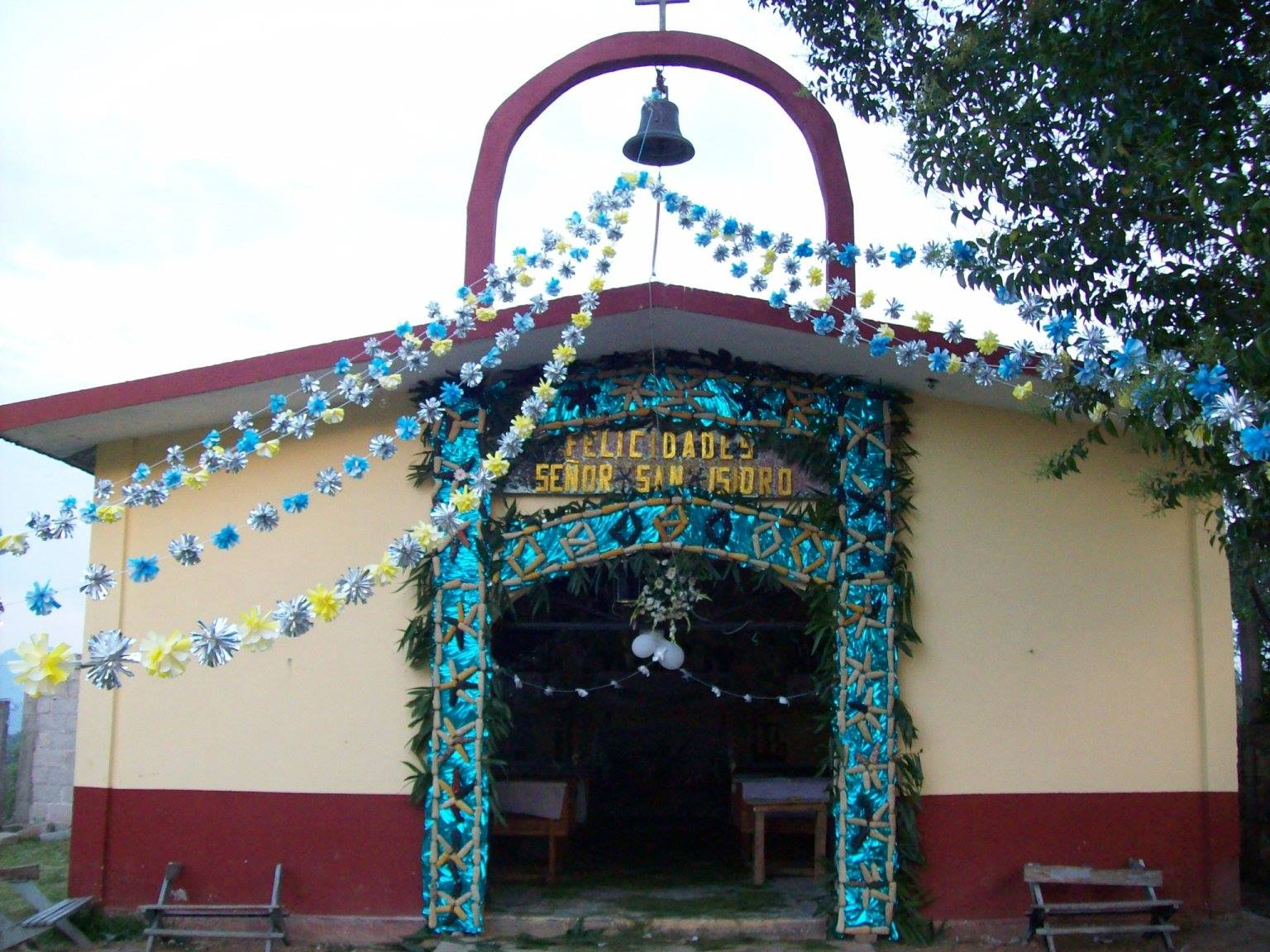
Capilla dedicada a San Isidro Labrador, en la Colonia Linda Vista en Atzingo.

A principios de la década de los 90 el Señor Dolores Luna, devoto de San Isidro Labrador, inició la devoción del santo, realizando visitas domiciliarias con la imagen y colecta de dinero; al cabo de un año, logró convencer a los señores Maximino Martínez Calderón y Adela Ordóñez en donar un lote para la construcción de una ermita en honor a San Isidro, que posteriormente inició la edificación de una capilla de madera, a la que nombró Capilla de Loma Bonita de San Isidro Linda Vista. Estas acciones no tardaron en despertar en los vecinos el culto católico al Santo, por lo que llevaron a solicitar la anuencia al párroco de Zacatlán, para dar catecismo y preparar a niños y jóvenes para su Primera Comunión. Cada año, han recibido por primera vez el sacramento numerosos grupos de infantes, provenientes de cualquier parte de la comunidad y circunvecinas, logrando la construcción del templo.
Desde entonces, esta fiesta a congregado muchos fieles tanto propios como extraños, peregrinos, incluso danzantes de otras comunidades que ofrecen su baile en los terrenos de la comunidad, además, ha permitido la realización de otros eventos como bailes, verbena popular, comida, fuegos pirotécnicos, carreras de caballos, palo encebado, entre otras. En el año 2019, la Presidencia Auxiliar, el Comité de Colonia y los grupos pastorales, decidieron fortalecer esta festividad en la Colonia Linda Vista con diversos eventos:
1. La fiesta iniciara con la coronación de la Reina.
2. Presentaciones artísticas de canto, música, baile y danza.
3. Competencias culturales, rescatando los juegos tradicionales: rayuela, papalotes, torneo de cintas en bicicleta, palo encebado.
4. Tradicionales Mañanitas a San Isidro Labrador.
5. Primeras Comuniones.
6. Fuegos pirotécnicos, en la inauguración, día principal y clausura.
7. Juegos mecánicos.

### Fiestas de Junio
El 21 de junio de 1976, el Señor Silvestre Reyes Luna, realizó la donación de la imagen de San Martín Porres a la Iglesia de la Asunción, posteriormente cada año decidió continuar el festejo. Para 1978, el matrimonio de Don Adolfo Moreno y Doña Inés Arias, como mayordomos de la Virgen de la Asunción, donaron el cáliz a la Iglesia, y en la misa, decidieron ser mayordomos vitalicios de la Santísima Virgen, y al faltar, su hijo Gustavo Moreno continuaría con los festejos. Ahora, la comunidad de Atzingo al pertenecer a la Parroquia de Zacatlán, y al realizarse los festejos de también de la Virgen, pues se daba prioridad a la parroquia y la celebración en Atzingo se hacía un día antes o un día después. Para 1978, vecinos retiraron una de las tres cruces del manantial, y en su lugar colocaron una Ermita de la Virgen de San Juan de los Lagos, y su mayordomo, Don Pedro Luna Reyes decidió realizar su festejo el 24 de junio de cada año.

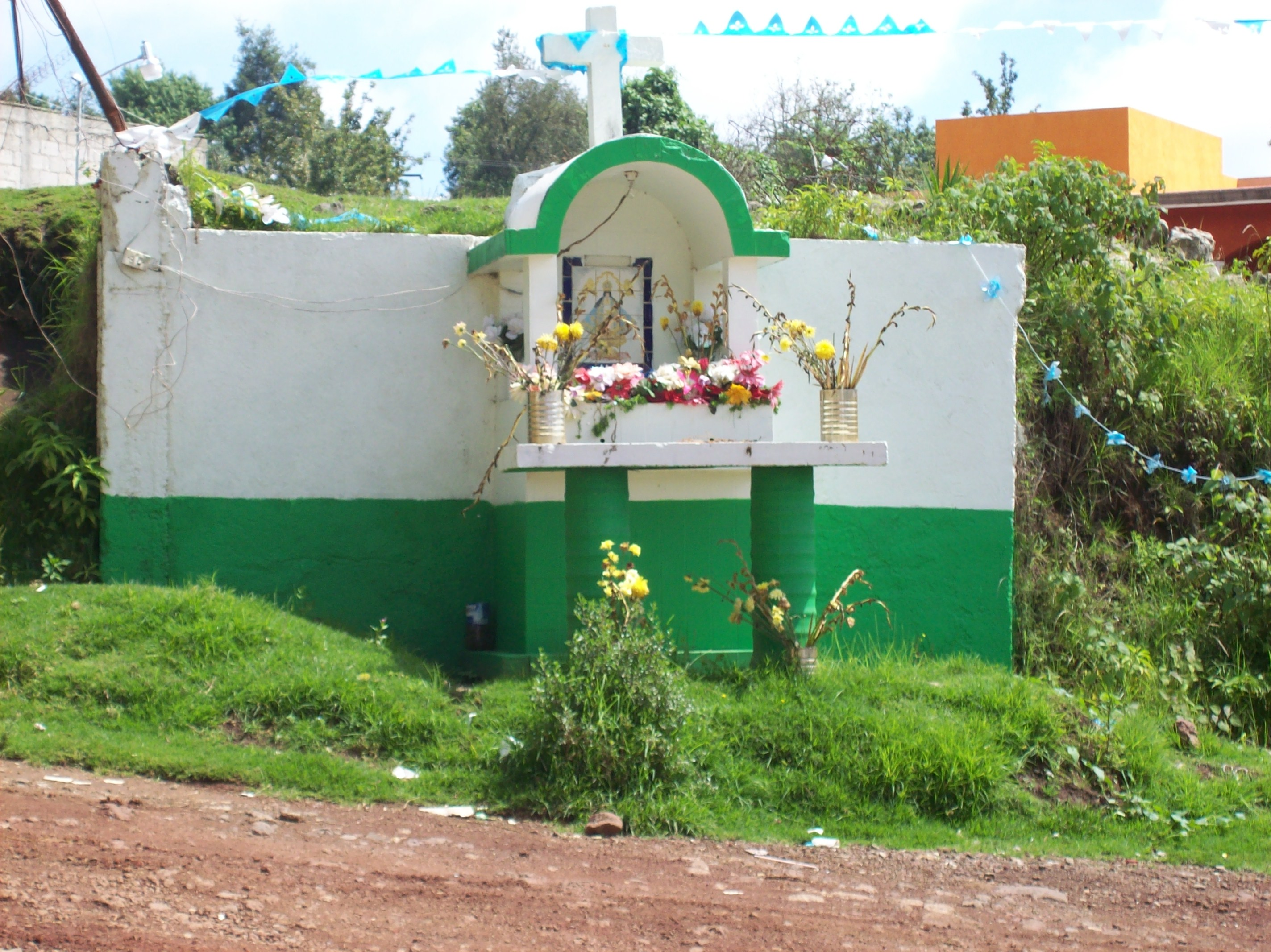
Ermita de San Juan de Los Lagos, construida en el lugar de la Cruz Monumental del Norte en Atzingo, en la cual se iniciaron las fiestas por los fieles, las fiestas de junio.

En junio de 1987, tras la visita del Profr. Rafael Ruiz Márquez, Presidente Municipal de Zacatlán, una compañía de vecinos propusieron la creación de una feria sobre la base de los festejos religiosos existentes en el mes de junio. Los mayordomos se pusieron de acuerdo, y en aras de celebrar las imágenes de la capilla: San Martín de Porres (21 de junio), Virgen de Guadalupe (22 de junio), Virgen de la Asunción (23 de junio) y Virgen de San Juan (24 de junio), se comenzaron a celebrar estas fiestas, lo que la población comenzó a denominarlas Fiestas de Junio. 
Durante estas fiestas, por varios años coincidieron las Misas de acción de gracias de los graduados de las escuelas, luego se agregó el día 20 con el festejo al Sagrado Corazón de Jesús, y para 1992, se realizó la primera coronación de la Reina de las fiestas, siendo la Señorita Maricruz González Reyes. Poco a poco los ánimos fueron decayendo, puesto que algunos mayordomos ya no pudieron continuar con el festejo como el del 21, otros lograron su celebración en las fechas establecidas (como el 15 de agosto y 12 de diciembre), y más aún, las graduaciones se trasladaron a la primera semana de julio, lo que ya no alcanzaba para financiar los festejos religiosos, mucho menos los sociales.
Fue en el 2006 cuando el párroco de Zacatlán, decidió reorganizar los festejos, y considerando a la patrona del templo, la Virgen de la Asunción, se decidió festejarla el 5 de agosto, y con ello, desaparecer las fiestas de junio, por lo que ya no se celebró la 20 edición, pero si se dejó a consideración, el seguir festejando la Virgen de San Juan el 24 de junio si los vecinos así lo quisieran. No fue sino hasta el año 2010, cuando nuevamente se retomó la celebración a la Virgen de San Juan de los Lagos, con mañanitas y Misa.
Fiesta de la Asunción y Festival del Chileatole
El 29 de julio de 2006, con la coronación de la Reina, se iniciaron las Fiestas de la Asunción, considerando el festejo de una semana, iniciando sábado y terminando al segundo domingo, siempre y cuando el 5 de agosto quedara dentro de la semana y se considerara como día principal, esto en acuerdo con el párroco de Zacatlán. Para el 25 de agosto de 2009 se crea la Parroquia de Nuestra Señora de Guadalupe en La Cumbre, y con ello, los festejos, nuevamente se vuelven a reformar, trasladando el día principal para el 15 de agosto, surtiendo efecto en 2010. 

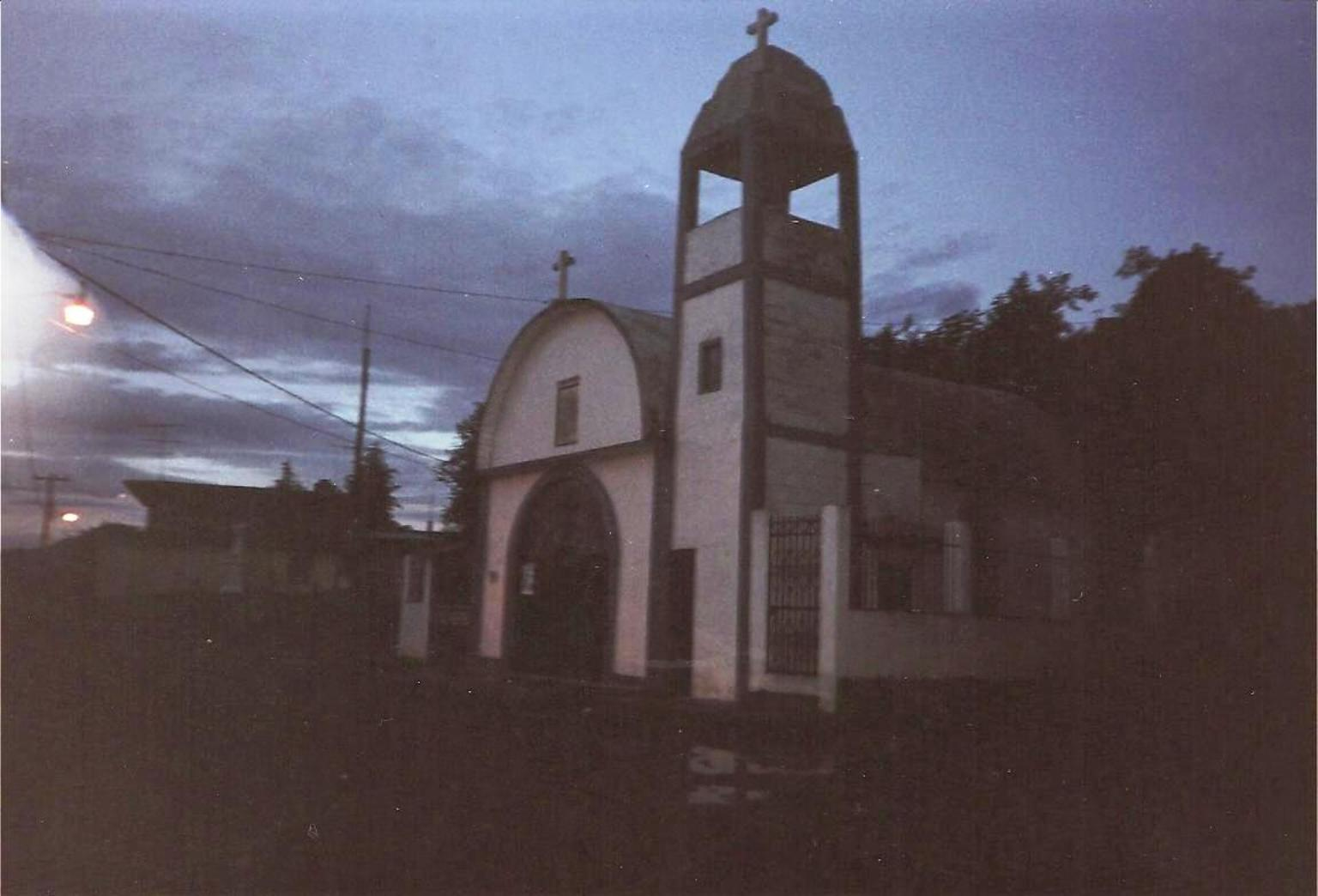
Antigua Capilla de la Virgen de la Asunción, misma que se concluyó en tres momentos diferentes, como ermita, la mitad y la fachada; en su lugar se construye un templo de mayor tamaño.

Debido a la coincidencia de la Fiesta de la Asunción con la Feria de la Manzana de Zacatlán, los eventos sociales y culturales se comenzaron a limitarse, y la fiesta solo a conformarse con la coronación de la reina, el novenario de misas, mañanitas, y misa solemne a la Virgen de la Dormición, y de la Asunción. La autoridad ya no realizó eventos artísticos, ni culturales ni sociales, ante la ausencia de la población.
Por la declaratoria de emergencia sanitaria por la pandemia del SARS-COV2 en marzo de 2020, se suspendieron los festejos religiosos, y ya se tenía planeado en ese año, realizar actividades culturales para reforzar los festejos de la Asunción; por tanto, para el 28 de junio de 2021, por acuerdo de cabildo se crea el Festival del Chileatole en la Colonia Centro del Pueblo de Atzingo, con la finalidad de dar importancia y rescatar la gastronomía local a través de un concurso, además de reforzar los festejos de la Virgen de la Asunción, Patrona del Pueblo de Atzingo.

### Fiesta a San Judas Tadeo y Festival del Tlaxcal

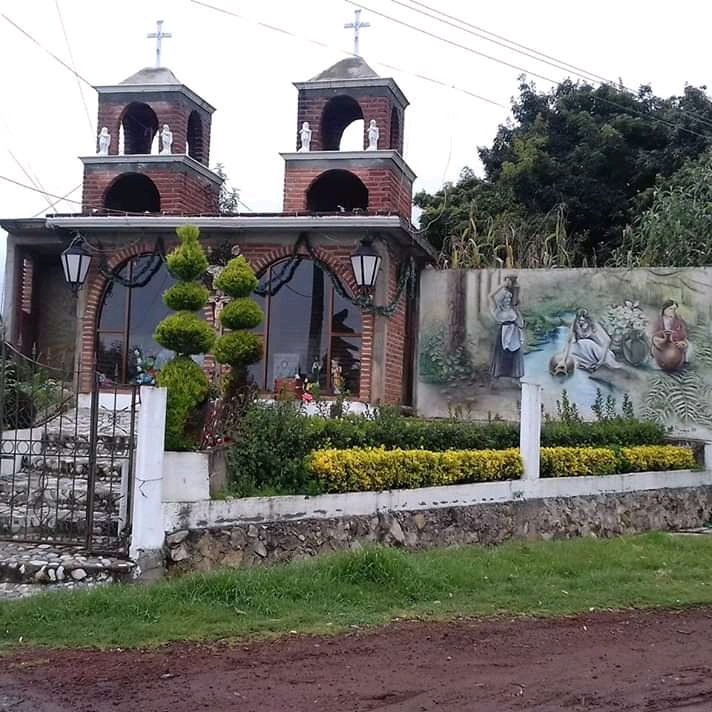
Ermita en honor de San Judas Tadeo en la Colonia Ameyalco, y sede del Festival del Tlaxcal.

En el año 2011, el Señor Ángel Moreno tuvo la iniciativa de realizar una convivencia con los vecinos en la Colonia Ameyalco, a lo que los habitantes propusieron realizar un festejo a San Judas Tadeo, por lo que pronto se organizaron y comenzaron a construir una Ermita en honor al Santo, y para el 28 de octubre realizaron el primer festejo con apoyo de propios y extraños, realizando una procesión, la Santa Misa, convivio, programa artístico, baile y un castillo pirotécnico. No obstante, el 27 de septiembre de 2019, por acuerdo de cabildo en la administración del Lic. Miguel Ángel Reyes Garrido, se aprobó la creación del Festival del Tlaxcal en la Colonia Ameyalco, como parte de las acciones del rescate de la identidad y la cultura gastronómica de la comunidad. En este evento, se logró conjugar los eventos que ya se realizarse, además de otros nuevos:
1. El festival inicia con la coronación de la Reina del Tlaxcal, con la presencia de reinas invitadas de otras comunidades.
2. La presentación artística en el teatro del pueblo de talentos locales, principalmente de canto, música, baile y danza.
3. Competencias culturales, rescatando los juegos tradicionales: rayuela, palo encebado.
4. Concurso de la Elaboración de Tlaxcal, premiando a los mejores.
5. Tradicionales Mañanitas a San Judas Tadeo y la Virgen de Guadalupe, al finalizar, un desayuno para los asistentes.
6. Procesión desde el Manantial de Ameyalco, para visitar las capillas de San Isidro Linda Vista, la Virgen de la Asunción y la Parroquia de La Cumbre
7. Celebración eucarística en honor San Judas Tadeo y la Virgen de Guadalupe.
8. Convivio con todos los asistentes.

### Feria Invernal Guadalupana
En el año de 1978, en el paraje conocido como La Cumbre, estaba erigida una Cruz monumental, en la cual se realizó una misa presidido por el Presbítero Guadalupe Sanguino, Párroco de Zacatlán, quien propuso la construcción de una capilla. Tras una reunión de vecinos, decidieron iniciar la construcción del templo en honor a la Virgen de Guadalupe, y para ello, se conformó un comité y comenzó a trabajar para lograr el objetivo. Para el 12 de octubre de ese año, de la Cruz de Guardián, salió la imagen la de la Virgen de Guadalupe que donaría una familia a la nueva capilla, y con ello, iniciaría una travesía que organizó a varios jóvenes para crear su fiesta en diciembre de ese mismo año. Siendo Presidenta Municipal de Zacatlán, la Profra. Arcelia Amador Gutiérrez, se obtiene la anuencia de crear la Feria Invernal Guadalupana, a celebrarse el 12 de diciembre.

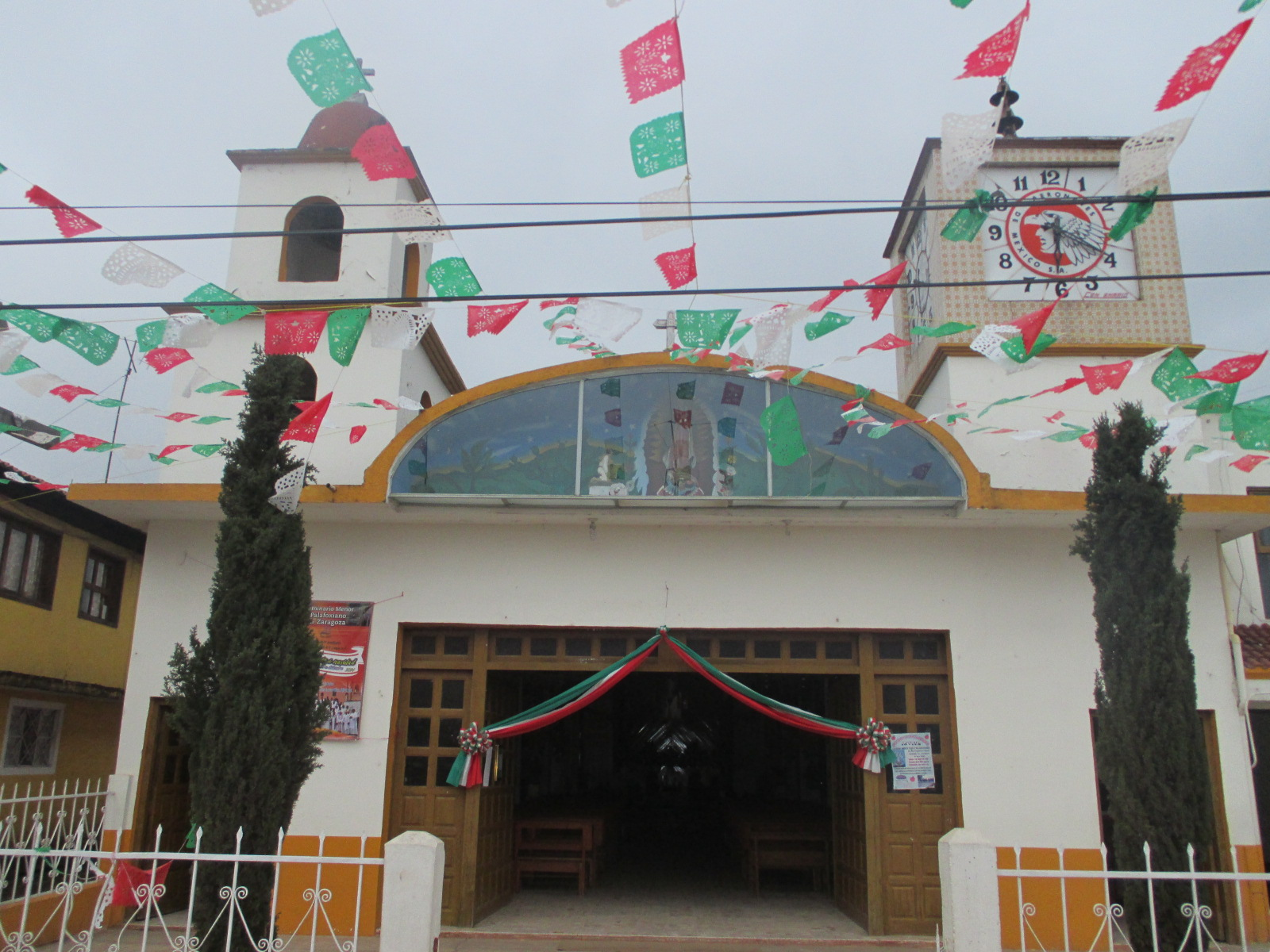
Parroquia de Nuestra Señora de Guadalupe, con más de 40 años de vida, ha sido testigo de sus fiestas guadalupanas.

En esta festividad, sale electa la Señorita María Lucía González León, como la primera reina de la feria, que tras un trabajo duro, logra la construcción de la Cabina de Sonido Lucy 79, y con ello, apoyar en la recaudación de fondos para el templo. De ahí, cada año, se realizó la competencia de varias señoritas para trabajar y juntar recursos económicos, y la que más junte, tendrá el privilegio de ser la reina. Del año de 1987 a 1991 por diversas razones, no se pudo elegir una reina, pero las fiestas se continuaron realizando, pero a la fecha, se sigue con dicha tradición.
Esta fiesta se mantenido viva tanto religiosa como socialmente, y ha sido apoyada por los vecinos, aunque por varios años se ha dejado caer, pero ha habido gente de empuje que la ha logrado fortalecer con diversos actividades:
1. Celebración del docenario, del 1 al 12 de diciembre con misas de acción de gracias, un mayordomo por día, y uno por mes.
2. Certamen de elección de reina basándose en la recaudación de fondos económicos, días previos al docenario.
3. Ceremonia de coronación de la reina electa, con un programa artístico.
4. Celebración de Primeras Comuniones.
5. Torneos relámpagos de basquetbol.
6. Torneo de peleas de gallos.
7. Procesión de la Colonia Loma Bonita de Zacatlán, hasta la Parroquia de La Cumbre.
8. Peregrinaciones de distintos puntos a la parroquia, a pie, a caballo y en bicicleta.
9. Presentación de bandas de música, mariachi, y solistas.
10. Mañanitas a la Virgen de Guadalupe.
11. Convivencia con peregrinos, mayordomos y vecinos de la comunidad.
12. Bailes populares.
13. Quema de fuegos pirotécnicos: salvas de cuetes, castillo, torito, bombas.

Cabe mencionar, que en estas fiestas, en algunas veces se han dado oportunidad de realizar diversos eventos como jaripeo, programas artísticos, bailables, concursos, entre otros.
Otros festejos religiosos
Como la mayoría de la población profesa la religión católica, existen otros festejos religiosos, que por su importancia tanto pastoral como social para la comunidad, no quedan desapercibos, y que se realizan en las capillas y la parroquia de la comunidad:
| Fecha                 | Festejo                          | Descripción |
| --------------------- | -------------------------------- | --- |
| Semana Santa          | Viacrucis viviente               | Se celebra con una procesión y representación en vivo del pasaje bíblico, de la Iglesia de la Asunción, a la Parroquia de Nuestra Señora de Guadalupe. |
| 2 de noviembre        | Festejo a los fieles difuntos    | Inicia desde el 29 de octubre, donde en cada hogar de la comunidad se montan ofrendas coloridas y con exquisitos alimentos, como tamales, mole poblano, pan de muerto, atole y frutas. El día 2 se realiza un misa en el interior del Panteón, además de la Parroquia y Capilla de la Asunción, en conmemoración de los difuntos. Popularmente se le conoce como "Día de la Bendición", ya que anteriormente los sacerdotes realizaban después de la misa una bendición. |
| 12 de diciembre       | Festejo a la Virgen de Guadalupe | Esta celebración inicia desde el día 1 y se caracteriza por ser un evento muy religioso, destacando la puesta de altares de flores, luces y papel picado a la morenita en cada entrada de cada casa del pueblo; además de llevar igualmente bailes populares, eventos religiosos, sociales, deportivos y culturales, quema de fuegos pirotécnicos, y la coronación de la Reina de las fiestas guadalupanas el sábado previo al día 12.                                   |
| 16 al 31 de diciembre | Las posadas y la Navidad         | Se celebra en las 3 iglesias del pueblo, además de que en algunas de las casas se inician posadas del 24 al 31 del mes, para llevar a cabo la "acostadita" y la celebración de año nuevo en una sola fiesta. |

### Fechas cívicas
A raíz del decreto del Congreso del Estado que dio categoría de Pueblo a Atzingo, se han reforzado algunas festividades cívicas y sociales que han puesto a la comunidad como ejemplo de otras. Estas actividades se llevan a cabo con el apoyo de las instituciones educativas y sociales del pueblo, donde se sortean las fechas cívicas y sociales, y la institución que le toque, organiza la ceremonia cívica, y en su caso el Desfile y kermés, en la explanada del Palacio de Gobierno.
| Fecha                     | Festejo |
| ------------------------- | --- |
| 5 de febrero              | Aniversario de la Constitución Política de 1917. |
| Primera semana de Febrero | Informe de Gobierno, y cada tres años, la toma de protesta de la Junta Auxiliar Municipal. Anteriormente se realizaba a finales de la primera quincena del mes de mayo. |
| 24 de febrero             | Día de la Bandera. |
| 21 de marzo               | Aniversario del Natalicio del Benemérito de las Américas, Don Benito Juárez García.                                                                                     |
| 5 de mayo                 | Aniversario de la Batalla de Puebla. |
| 15 de septiembre          | Aniversario del Grito de Independencia. |
| 16 de septiembre          | Aniversario del Inicio de Independencia de México. |
| 20 de noviembre           | Aniversario del Inicio de la Revolución Mexicana. |
| 26 de noviembre           | Aniversario de la Declaratoria de "Pueblo de Atzingo", por acuerdo de Cabildo de fecha 27 de septiembre de 2019.                                                        |

### Festejos Sociales
Dentro de la comunidad, tanto instituciones educativas, como autoridades civiles, se brinda , dando el espacio para la cultura y la convivencia:
| Fecha        | Festejo                                                                                             |
| ------------ | --------------------------------------------------------------------------------------------------- |
| 6 de enero   | Día de Reyes.                                                                                       |
| 30 de abril  | Día del niño.                                                                                       |
| 10 de mayo   | Día de las madres.                                                                                  |
| 28 de agosto | Día del adulto mayor con la coronación de la Reina de los adultos mayores, baile y verbena popular. |

## Servicios públicos
Agua Potable: el servicio que se le proporciona a la ciudadanía, es de buena calidad, atendiendo al 98% de las viviendas del pueblo, además de beneficiar a pobladores de los límites con otros Centros de Población como Hueyapan, Jicolapa, Ayehualulco Primera Sección y Ayehualulco Segunda Sección. El sistema de distribución es por gravedad, y capta agua de los manantiales “Los 7 respiros” y “Río Blanco” de las localidadesde Jicolapa y Hueyapan respectivamente.
Drenaje y Alcantarillado: Debido a la distribución de la población, el servicio solo alcanza apenas el 25% de la población, principalmente de la Colonia Centro, Linda Vista y La Cumbre. Se utiliza cuneteo pluvial, fosas sépticas y escurrideros a la barranca en el resto del Pueblo.
Teléfono convencional y celular: Apenas el 60% de la comunidad tiene cobertura de teléfono convencional de TELMEX. En 90% se tiene cobertura de telefonía celular de la Empresa Telcel, gracias a la antena repetidora ubicada en el Cerro Tlamaya de la Colonia Centro. Es escasa la señal de la compañía Movistar, con apenas el 20% del territorio.
Transporte colectivo: Gracias a la carretera interserrana, hay una cobertura de transporte colectivo en esta zona. De ahí se cuentan con 3 paraderos de colectivos con corridas a la Cabecera municipal cada 15 minutos: Zacatlán – La Cumbre, Zacatlán – Atzingo, y Zacatlán – San Isidro Linda Vista cada 30 minutos.
Recolección de basura: En al menos 6 de las principales vialidades del pueblo: Calle Real, Libertad, Revolución Mexicana, Guadalupe Victoria, Los Ángeles y Las Cruces, al menos 1 vez a la semana.
Telecomunicaciones: Sobre la carretera interserrana (Calle Real) se cuenta con tendido de televisión por cable de la compañía CABLE Z hasta la Colonia La Cumbre. Se tiene recepción de televisoras y radiodifusoras locales, regionales y nacionales; principalmente de SICOM, TELEVISA y TV AZTECA.
Internet: la prestación de tal servicio de banda ancha, apenas inicia siendo proporcionado por TELMEX y escasamente por TELCEL en su modalidad móvil. Se cuenta con un centro comunitario E-México, que opera de forma satelital, ubicado en la Escuela Primaria “Josefa Ortiz de Domínguez” del Centro de la comunidad.

## Educación
INICIAL: Servicio para madres de familia con hijos entre los 0 y 4 años. Se cuenta con la atención de 2 grupos (Colonia Centro y La Cumbre) a cargo de 2 promotoras adscritas a la SEP-CONAFE.
PREESCOLAR: Existen 2 instituciones educativas que proporcionan atención a niños de 3 a 5 años de edad:
Preescolar “18 de Marzo”: Ubicado en Niños Héroes n.º 3 de la Colonia Centro. Fundado en 1982 con apenas 1 educadora y 25 niños. Actualmente cuenta con una población escolar de 80 niños de los 3 grados, que atienden 1 Director, 4 docentes (3 educadoras, 1 de música y 1 de Educación Física), y 1 Intendente. Tienen instalaciones propias (3 aulas didácticas, casa de juegos, Salón de usos múltiples, teatro, parque infantil y Dirección) y es de sostenimiento federal.
Preescolar “Laura Méndez”: Ubicado en Privada L. D. Colosio n.º 3 de la Colonia La Cumbre. Fundado en 1984 con apenas 1 educadora y 15 niños. Actualmente cuenta con una población escolar de 50 niños de los 3 grados, que atienden 3 educadoras (2 educadoras y 1 de Educación Física). Tienen instalaciones propias (2 aulas didácticas, salón de usos múltiples, parque infantil, desayunador y Dirección), y es de sostenimiento estatal.
PRIMARIA: Existen 2 instituciones educativas que proporcionan atención integral a niños de 6 a 14 años de edad:
•	Primaria “Josefa Ortiz de Domínguez”: Ubicado en Niños Héroes n.º 1 de la Colonia Centro. Fundada en marzo de 1886 con apenas 1 docente y 30 niños. Actualmente es de organización completa, cuenta con 1 Director técnico, 14 profesores (12 docentes, 1 de Educación Física y 1 Instructor de Computación), y 1 Intendente, que atienden una población escolar de 240 niños distribuidos en 12 grupos de los 6 grados. Tienen instalaciones propias (12 aulas didácticas, biblioteca, laboratorio de cómputo, desayunador, Dirección y 2 canchas deportivas), y participa en los programas Enciclomedia y E-México. Su sostenimiento es Federal.
•	Primaria “Eduardo González León”: Ubicado en Av. Libertad S/N de la Colonia La Cumbre. Fundada en el mes de agosto de 2001 con apenas 4 docentes y 40 niños. Actualmente es de organización completa, cuenta con 1 Director técnico, 7 profesores (6 docentes y 1 de Educación Física), 1 Intendente y 1 Auxiliar Administrativo; que atienden una población escolar de 153 niños de los 6 grados. Tienen instalaciones propias (6 aulas didácticas, biblioteca, laboratorio de cómputo, desayunador, Dirección y 1 cancha deportiva). Su sostenimiento es Estatal.
SECUNDARIA: Servicio que proporciona una institución de modalidad Telesecundaria, que atiende niños de 12 a 17 años:
•	Escuela “Rosario Gutiérrez Eskildsen”: Ubicado en Niños Héroes n.º 2 de la Colonia Centro. Fundada en 1981 con apenas 1 docente y 30 niños. Actualmente es de organización completa, cuenta con 1 Director técnico, 7 profesores (6 docentes y 1 de Educación Física), 1 Intendente y 1 Auxiliar Administrativo; que atienden una población escolar de 95 niños distribuidos en 6 grupos de los 3 grados. Tienen instalaciones propias (6 aulas didácticas, biblioteca, laboratorio de cómputo, Laboratorio de Física-Biología, desayunador, Dirección y 1 cancha deportiva). Su sostenimiento es Estatal.
MEDIA SUPERIOR: Servicio que proporciona una institución de modalidad Bachillerato General de 3 años con capacitación para el trabajo en Informática, que atiende jóvenes de 15 a 19 años:
•	Escuela “Ernesto Martínez Pérez”: Ubicado en Av. Libertad S/N de la Colonia Centro. Fundada en 2002 con apenas 3 docentes y 30 jóvenes. Actualmente cuenta con 1 Director comisionado, 5 catedráticos y 1 Auxiliar Administrativo; que atienden una población escolar de 68 jóvenes de los 3 grados. Tienen instalaciones propias (3 aulas didácticas, laboratorio de cómputo con Internet, Dirección y 1 plaza cívica). Su sostenimiento es Estatal.
EDUCACIÓN ABIERTA (Alfabetización, Primaria y Secundaria): Servicio que proporciona el Instituto Estatal de Educación para Adultos (IEEA), que atiende adultos de 15 años en adelante. El pueblo de Atzingo es sede a la fecha de Microrregión en atención de esta modalidad.
COMUNITARIA. En este ámbito, los servicios que proporciona la Biblioteca Pública:
BIBLIOTECA PÚBLICA “Silvestre Reyes Luna”: Fundada en junio de 1994. Se ubica en Palacio de Gobierno No.1 Colonia Centro. Actualmente es atienda por 1 Directora, pero no se cuenta con instalaciones propias, pero tiene una colección de _ ejemplares impresos, _ en video formato VHS, y _ en CD/DVD. Proporciona servicios de préstamo interno, externo y actividades extraescolares y paraescolares. Su sostenimiento es Municipal.

## Leyendas
LOS LAVADEROS DE ATZINGO
Cuenta la historia, que en una de tantas reuniones que hacían los vecinos para ponerse de acuerdo para hacer las obras en mejora de los pobladores del barrio; de entre ellos, surgió la idea de construir unos lavaderos públicos, para aprovechar el agua del manantial, y evitar la pena a las señoras lavar en las piedras acondicionadas para tal labor.
El proyecto estaba a cargo de un albañil de Tlatempa y el apoyo de los vecinos, principalmente de la familia Rosas Becerra, quienes vivían en la casona del rancho ubicada ahora con Libertad número 27; con la condición de que posteriormente les surtieran de agua a la casa. Con tal de beneficiar a la mayoría de la población, se aceptó y se comenzaron a realizar los trabajos.
La construcción consistía en la construcción de 2 canales paralelos en piedra caliza, que servirían de colectores de aguas residuales. Sobre estos, se formaron un cubo de piedra con una laja de piedra para formar los lavaderos, dejando un espacio en el centro para conformar con los 30 lavaderos, 15 de cada lado, la pila o tanque para almacenar el agua. Los lavaderos fueron colocados en zig-zag, a manera de que al lavar, permita tomar el agua del tanque con la mano derecha.
Se emparejó el espacio donde actualmente están, y al realizarse las primeras excavaciones, se encontraron con un monolito de aproximadamente de 60 centímetros de alto y 40 kilos de peso. Tenía la forma de una persona aparrada, con ojos grandes y rasgos brutescos, parecía un antiguo Dios prehispánico. Pues para continuar con la obra removieron la piedra, y la arrumbaron en la Escuela Rural Primaria “Josefa ortiz de Domínguez”, a ver si el maestro de la misma, podían decir de qué se trataba. Él explicó que era un vestigio de la cultura náhuatl, y que probablemente este lugar sería un centro ceremonial dedicado a Tlaloc, Dios de la lluvia, pero no parecía a su estatua original. Así que la gente, no se convenció y la ignoró.
Al poco tiempo de arrumbarla, fueron apareciendo varias estatuas similares a la encontrada primeramente, y al final sumaron siete. Fue extraño, pero se volvió incrédulo a la comunidad haber encontrado tales vestigios, pero la gente no imaginaba lo que les deparaba el destino por su ignorancia y falta de apreciación de la devoción prehispánica. Lejos de un par de semanas, el chorro de agua repentinamente fue disminuyendo. De las 4 pulgadas, en un par de días había mermado a una sola, y otros días más tarde casi desaparece. La gente no lo podía creer, el agua ya no quería salir, pero el pensamiento de nuestros ancestros, los hizo caer que se trataba de un hecho divino, atribuido a los dioses prehispánicos encontrados en el lugar, molestos de haberlos despertados de su descanso.
Sin más preámbulos, se tomó la decisión de hacer una ceremonia y regresarlos a su lugar, claro ya no en el mismo, pero si alrededor del manantial. En cuanto se hizo el ritual con flores, copal, incienso y rezos, se sepultaron, otros fueron al cerro del Tezontle en Jicolapa, porque según se creía que el agua venía de forma subterránea desde el cerro; pero bien, por medio de tambores y danzas atrajeron el agua. Realizado esto, no quedó nada más que hacer, sino a esperar a ver que sucedía. No de balde la experiencia de nuestra gente la ceremonia resultó, poco a poco el agua volvió a brotar y cuestión de semanas, el agua volvió a su chorro original.
De ahí en adelante, en las memorias de los pobladores, existe la creencia que si alguien se atreviese a desenterrarse o robarse las piezas, los dioses prehispánicos se vengarán quitando el agua, que tanto beneficio da a los vecinos y gente de todo el municipio, que día a día nos visita para lavar o acarrear agua para su arte culinaria.
LOS DUENDES DEL AGUA
Desde la construcción de los lavaderos de Atzingo, se han hecho mejoras en el montecito, mismas que han dado grandes descubrimientos de piezas prehispánicas que demuestran que este lugar, era un centro ceremonial, al encontrar copal, flores, estatuillas e incienso. Se dice que antes, para proteger sus dioses y todo lo que le tierra les daba, realizaban conjuros para castigar aquel que se atreviera a mancillar estos espacios. Estas creencias rodean el famoso manantial de Atzingo.
Resulta que cuando se estaban realizando las obras del agua potable, surgió nuevamente la idea de entubar el agua del manantial para surtir agua a la zona baja. Se hizo la alcantarilla que capta el agua, y entre las excavaciones, aparecieron unas estatuillas prehispánicas talladas en piedra caliza, y otras en cantera, que según la leyenda, son los reyes del agua.
Uno de los albañiles que en ese tiempo venían de fuera; al encontrar las piezas, se hicieron ideas de llevárselas para venderlas a los extranjeros como reliquias en la zona arqueológica de Teotihuacán, como se hacía en esos tiempos con las piezas prehispánicas que se encontraba la gente, y que desgraciadamente todavía se oyen casos de gente tan falta de cultura. Al escuchar las historias en torno al manantial y más de los reyes del agua, hicieron oídos sordos y se las embolsaron.
Al llegar la media noche, estaba durmiendo este albañil en su cama, cuando de momento sintió pasitos sobre de él, como si alguien bailara. De pronto se despierta y se endereza para ver que era, y para su sorpresa, eran unos hombrecitos o duendes, que bailaban sin cesar, haciendo un tipo de danza autóctona. Los espantó y trató de volver a dormir, pero no lo dejaron. Al día siguiente, ya en el barrio, indagó sobre que tan cierta era la historia de los duendes del agua. Las señoras que lavaban en los lavaderos, le comentaron que vecinos de la comunidad, anteriormente habían encontrado 7 estatuillas, conocidos como los reyes del agua, y que estaban enterrados alrededor del manantial para custodiarlo, y como los habían robado, danzaban hasta que los devolvieran a su lugar.
El albañil ya en su casa, con la duda, pensó varias veces en lo que le habían dicho y le costó trabajo pegar el ojo, con el temor de que lo fueran a revolcar los duendes, pero el cansancio lo venció. Y no estaba tan equivocado, pasada la media noche, ahora los duendes, lo bajaron de su cama, lo arrastraron y lo jalonearon, hasta dejarlo con moretones y rasguños. El prometió devolverlos a su lugar, pero que lo dejaran en paz.
Al otro día los llevó, y a escondidas los volvió a sepultar en unas ollitas de barro con incienso, copal y flores; pero no falto quien se diera cuenta de las cosas y lo cuestionara, y tuvo que contar la historia. A partir de ahí, para muchos incrédulos, les confirmó la existencia de los duendes del agua, o los reyes del agua como se les conoce, y nadie se ha atrevido a perturbarlos de su lugar de descanso.
LA PROFECÍA DE LAS TRES CRUCES
Al construir los lavaderos, según las creencias, se construyeron tres cruces para custodiar al manantial de Atzingo, ya que mucha gente aseguraba haber visto la aparición de figuras fantasmales alrededor del agua, más de un hombre vestido de charro sobre una canoa. Con el fin de guardar del mal este lugar santo, a principios del siglo XX, tras la visita de unos monjes al barrio, dieron unas pláticas y realizaron obras espirituales e impartición de los santos sacramentos a los lugareños. Invitaron a nuestros ancestros a construir unas cruces para alejar los malos espíritus del lugar, y acabar con los rumores y las historias maléficas.
Se dice que los materiales (arena y cantera) fueron sacados de la mina del Ticol por el rumbo de Ameyalco, y que los albañiles que hicieron las cruces venían de la Sierra. Cuando fueron terminadas de construir las cruces monumentales, ya que miden los 2.50 metros, fueron bendecidas por los misioneros, y encomendadas al todopoderoso, comprometiendo a los vecinos a hacerle su fiesta el 3 de mayo. Después de la bendición, dicen que los albañiles y curanderos del pueblo hicieron una profecía para protegerlas de los desalmados que se atrevieran a destruirlas, ya que habían escuchado la desgracia de la Cruz de Tlatempa. Como fueron construidas de forma estratégica: una al norte, otra al Sur, y una más al poniente; lugares de donde los malos espíritus salen y mueren con la salida del sol. La profecía decía que si alguna de las 3 fuera destruida, los vientos que detenía azotaran al pueblo.
A finales de la década de los 70, vecinos del lugar entre ellos Don Jerónimo Nava y Pedro Luna, a petición de otros para la ampliación del camino, decidieron derribar la Cruz del Norte para dar amplitud a la calle, con la intención de reconstruirla más al fondo. Pero no lo hicieron, en su lugar construyeron una ermita con la imagen en azulejo de la virgen de San Juan de los Lagos.
No se hubiera hecho esto, porque los vientos y las lluvias azotaron la población con gran fuerza, a tal grado de llegar los quince días sin parar, hasta que sus pobladores se arrepintieran de sus actos. Rezos, súplicas, veladoras, flores y plegarias, se hicieron en todos los hogares para que parara la tempestad. Al fin cedió.
Este triste momento lo recuerda la comunidad con mucho sentimiento, porque ante la protesta de unos y el apoyo de otros, se destruyó un monumento inigualable, que ya no volvió a ser lo mismo. La memoria de nuestros abuelos recuerda con tristeza y temor esta masacre, y por escarmiento, se conservan todavía 2 y los lavaderos públicos; porque a lo largo de los años se ha destruido parte del conjunto arquitectónico: una capilla, una cruz monumental, una fuente de agua, 3 pozos de agua y un empedrado. De lo que queda, se guarda todavía la espinita de conservarlos, porque podríamos tener otra sorpresa al intentar derribarlos.

## Atractivos turísticos
El pueblo de Atzingo, se ubica dentro de una topografía poco accidentada, pero lo coloca en la parte norte como el límite de la zona conurbana del municipio. De aquí en adelante, comienza la parte accidentada de la Sierra Norte de Puebla, permitiendo la vista de espectaculares paisajes de los cerros boscosos y las parcelas de cultivo. Además, nuestro pueblo ofrece atractivos turísticos hechos por la madre naturaleza:

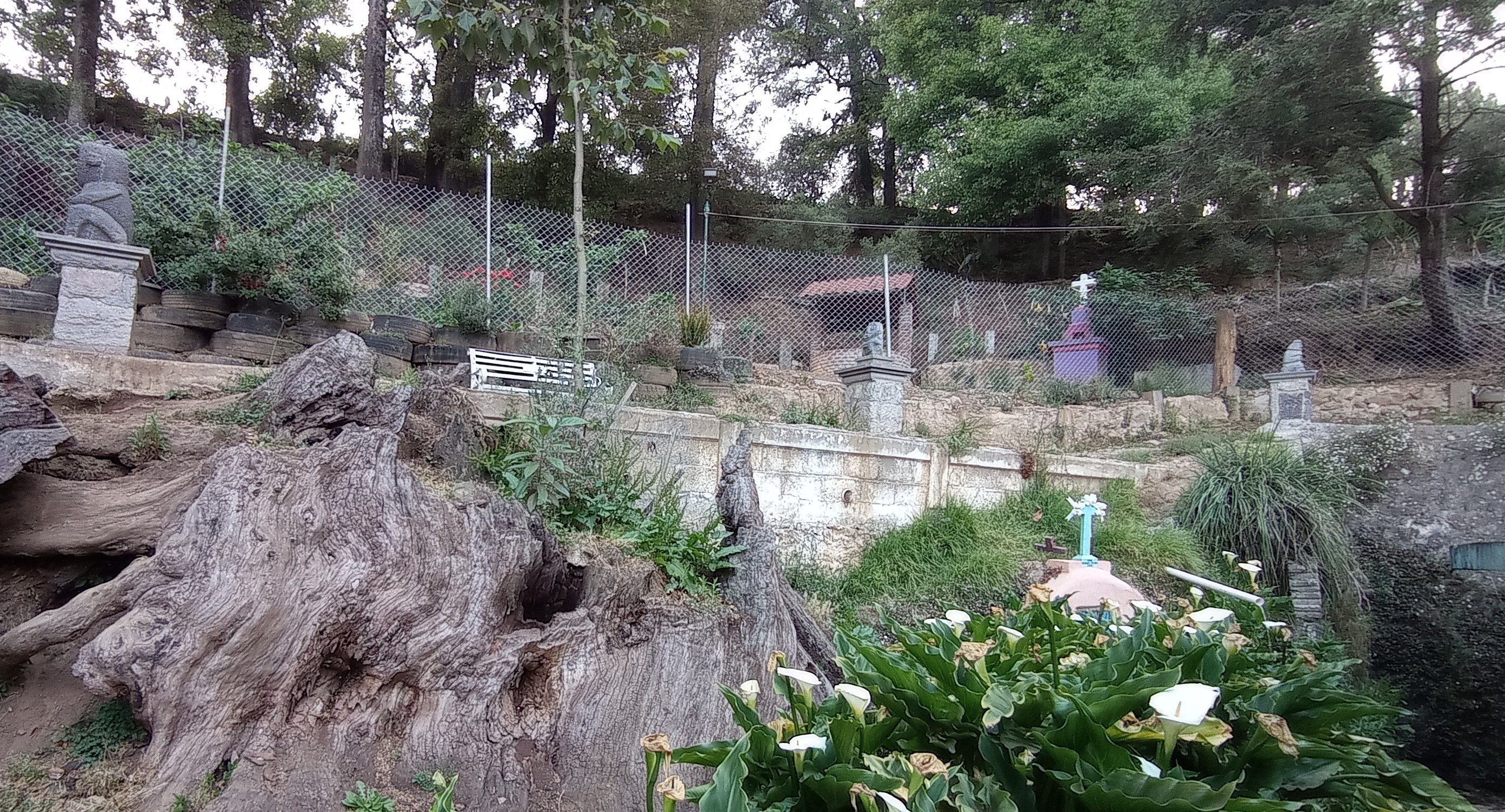
Reserva Ecológica "El Manantial" después de su remodelación de 2021.

RESERVA ECOLÓGICA EL MANANTIAL: Ubicada en el centro de la población, donde se ubica el manantial de agua, que durante la administración 2019 - 2022 de la Junta Auxiliar se realizó la remodelación de dicho predio, la cual, permite el disfrute de propios y extraños, con andadores de mampostería, réplicas de los tlaloques, sembradío de flores endémicas y medicinales, reforestación, dignificación del monumento de los Lavaderos y Teatro del Pueblo, iluminación y mobiliario urbano.
EL HOYO DE TLAUTZINGO: A la orilla del camino a Tlalixtlipa, se encuentra una cavidad impresionante en el Cerro Tlautzingo, tiene un diámetro de 6 metros, y no se ha podido calcular su profundidad. Pese a la necedad de algunos vecinos que han intentado arrojar escombro, basura y tierra, éstas se sumergen al paso del tiempo. Cuentan las historias que es un túnel que tiene su salida en Chiconcuautla (municipio al Norte), otros que es la guarida de un demonio, en fin, observarlo te deja maravillado.
PIEDRAS DE XALPANCINGO: En la rivera del Río Hueyapan que desciende en paralelo con la calle Xalpancingo en la Colonia Monte Alto (al noreste del pueblo); se encuentran unas imponentes piedras encimadas que sobresalen de las laderas, despiertan la imaginación de quién las ve; creando innumerables figuras, mismas que se disfrutan ante la exuberante vegetación, y lo escabroso y accidentado del terreno.

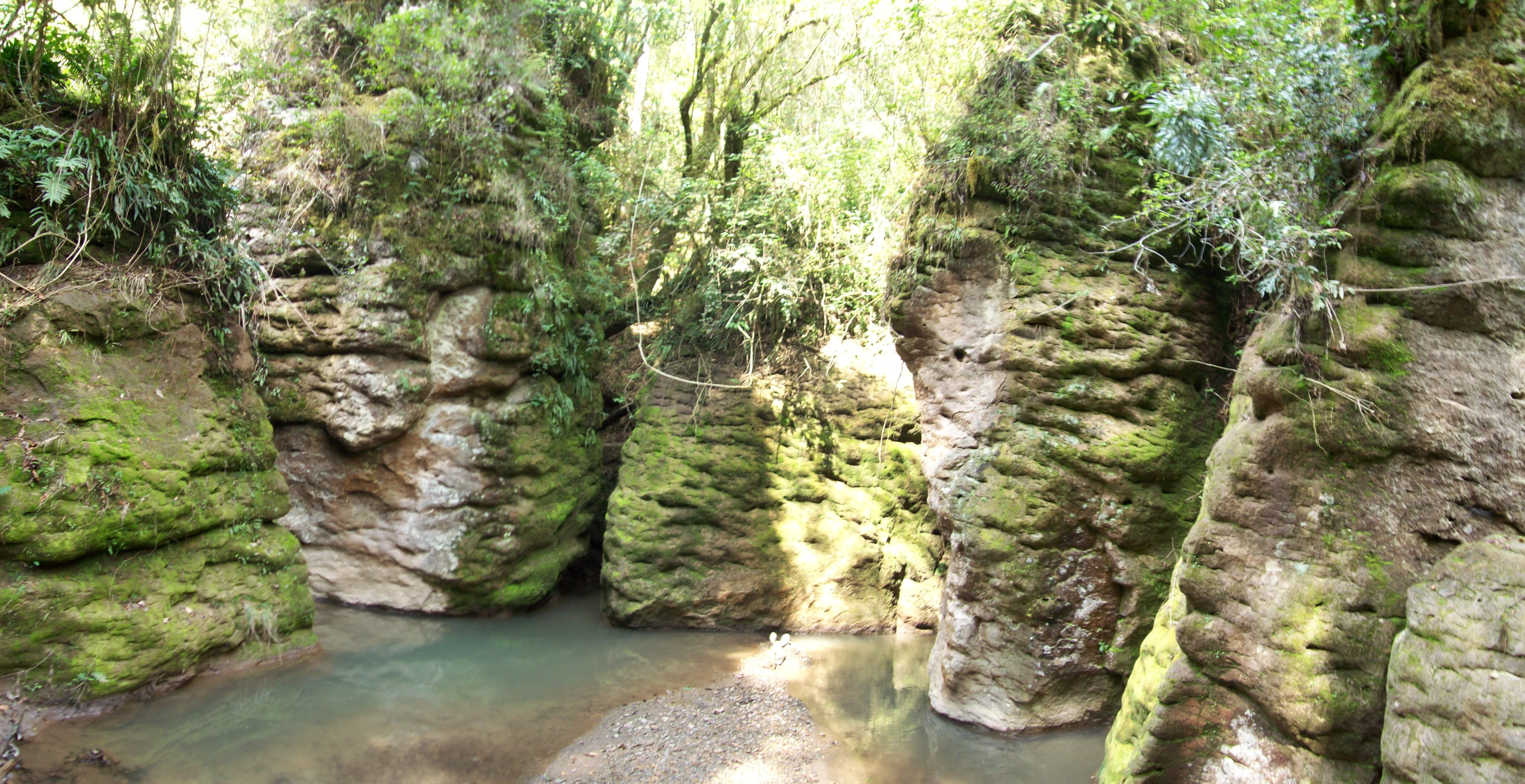
Piedras de Xalpancingo, figuras rocosas que se imponen en la rivera del río Hueyapan, despertando la imaginación para quienes les gustan las aventuras.

Piedras del Curato: Majestuosos monolitos de piedra que se ubican al noroeste del Pueblo, precisamente en la cañada del mismo nombre. Monumentos labrados por la intemperie del tiempo, sobresalen de las laderas de los cerros, que desafían a la imaginación con las diversas figuras que forman. Se puede llegar por la carretera interserrana, y en el kilómetro 9, se desvía en el callejón Ixtlahuaca.

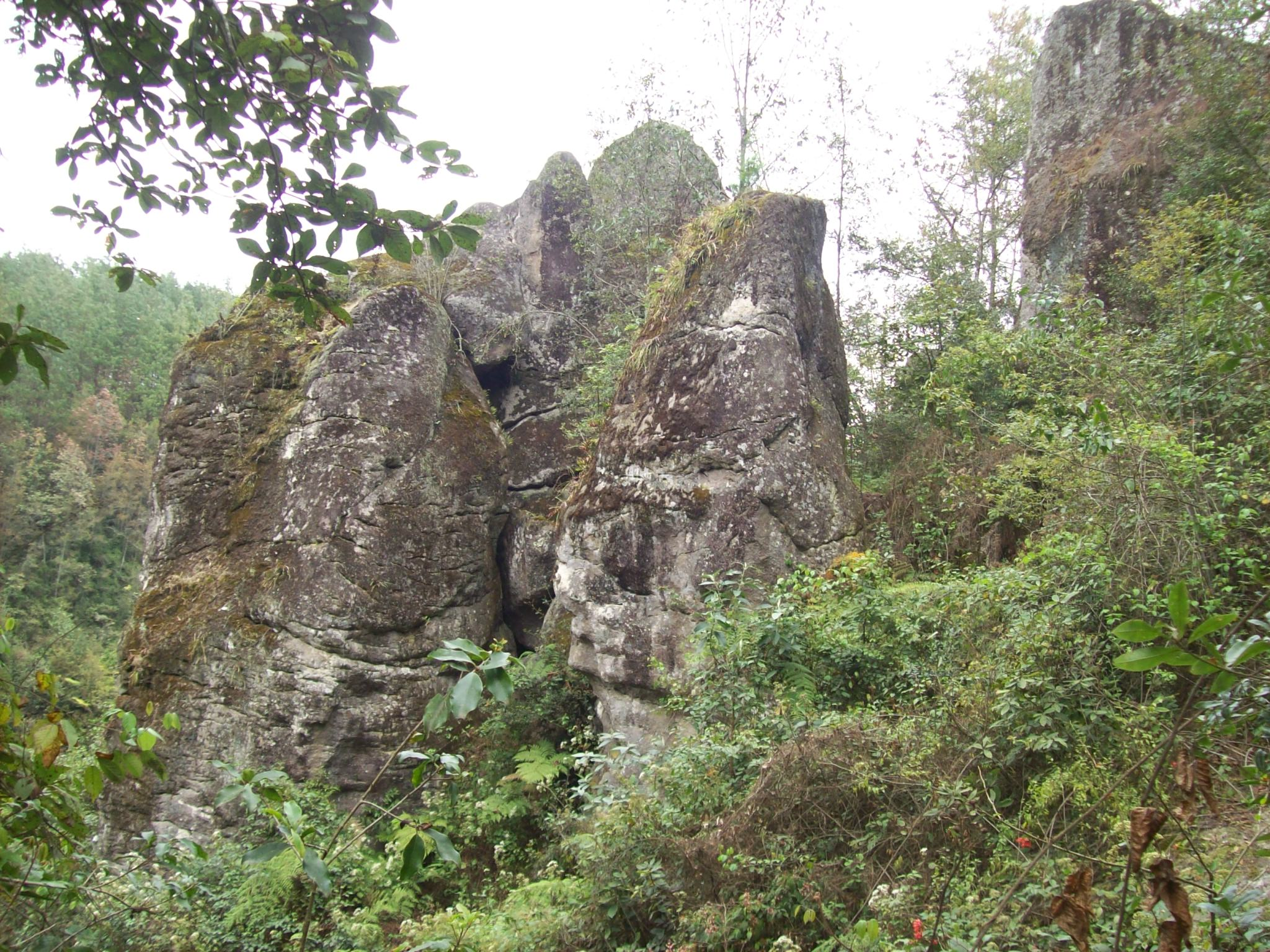
Cañada de las Piedras del Curato en el Ejido de Atzingo; según los lugareños, en este lugar se realizan rituales y curaciones, de ahí su nombre.

PIEDRAS LARGAS: Cañada de bloques de piedras encimadas, ubicadas en la cañada del mismo nombre, a 4 kilómetros al oriente del Pueblo de Atzingo (ya en territorio de Ayehualulco Segunda Sección, a un costado del Camino a Cuamanala); en las laderas se aprecian dichas piedras en distintas figuras, y la naturaleza en su máximo esplendor, que ofrecen espacios para llevar a cabo caminatas y días de campo en compañía de toda la familia.
PLAZA DE ARMAS: Durante el trienio 2019 - 2022, entre otras obras se realizó la remodelación de la anterior llamada Plaza de la Constitución, convirtiéndose en un espacio recreativo y cultural para disfrute de su población, con la construcción de 4 palapas recreativas con juegos de mesa, jardineras con botellas PET, un parque con juegos infantiles, la colocación de un molcajete y un metate monumentales, y la construcción de un reloj monumental denominado "El Paso del Arriero", el cual, tiene toca melodías populares, religiosas y composiciones de artistas locales, en distintas temporadas del año.